# Нґбанді
Нґбанді (ґбанді, моґванді) — народність у Центральній Африці загальним числом 560 тисяч осіб. Компактно населяють області уздовж річки Убангі в південній частині Центральноафриканської Республіки — 300 тисяч осіб, та північній частині ДР Конго — 250 тисяч осіб. Також проживають у Конго — 10 тисяч осіб.
Мова — нґбанді, різновид нігеро-конголезьких мов, адамава-убангійської родини.
Культура нґбанді має схожі риси з культурами народів Судану. Більшість нґбанді сповідує католицизм, також поширеними є традиційні вірування.
Основні традиційні заняття — підсічно-вогневе ручне землеробство (маніок, елевсіна, сорго, арахіс, кукурудза). Розводять також дрібну рогату худобу, птахів, займаються мисливством, збиранням, працюють за наймом на лісорозробках. Розвинуто різьблення по дереву (посуд, меблі, музичні інструменти, ритуальні фігури та маски).
Відомим представником народу нґбанді був Мобуту Сесе Секо, президент-диктатор Заїру.